# Cayos Franceses
Os Cayos Franceses também conhecidos como Cayos Plana (em inglês Plana Cays) são um grupo de pequenas ilhas ou cayos, no sudeste das Ilhas Bahamas às que pertencem, localizadas o leste das Ilhas Acklins e ao oeste da Ilha Mayaguana. As ilhas encontram-se atualmente desabitadas.
O cayo que se encontra mais ao leste, foi o último habitat natural do hutía das Bahamas, uma espécie de roedores grandes, que se pensou que se tinham extinguido até que uma população dos mesmos foi encontrada em 1966 nos Cayos Franceses pelo Dr. Garrett Clough. A descoberta permitiu salvar a espécie e transplantar a outras partes das Bahamas.
O cayo mais oriental é um dos lugares que se supõe pode ser a ilha Guanahani, à que Cristóvão Colombo chegou em 12 de outubro de 1492, de acordo às investigações realizadas pelo almirante dominicano Ramón Julio Didiez Burgos em 1974, revisada por Keith A. Pickering em 1994.